# El Palau d'Anglesola
El Palau d'Anglesola là một đô thị trong tỉnh Lleida, cộng đồng tự trị Cataluña Tây Ban Nha. Đô thị El Palau d'Anglesola có diện tích là 12,3 ki-lô-mét vuông, dân số năm 2009 là 2120 người với mật độ 172,36 người/km². Đô thị El Palau d'Anglesola có cự ly km so với tỉnh lỵ Lleida.